# Arrondissement judiciaire de Courtrai
Subdivisions
L'arrondissement judiciaire de Courtrai (gerechtelijk arrondissement Kortrijk en néerlandais) était l'un des quatre arrondissements judiciaires de la province de Flandre-Occidentale en Belgique et l'un des sept qui dépendaient du ressort de la Cour d'appel de Gand. Il fut formé le 18 juin 1869 lors de l'adoption de la loi sur l'organisation judiciaire et fait partie de l'arrondissement judiciaire de Flandre-Occidentale depuis la fusion des arrondissements judiciaires de 2014.

## Subdivisions
L'arrondissement judiciaire de Courtrai était divisé en 7 cantons judiciaires,. Il comprenait 21 communes dont celles de l'arrondissement administratif de Courtrai, cinq des huit communes de l'arrondissement administratif de Roulers et quatre des neuf communes de l'arrondissement administratif de Tielt.
Note : les chiffres et les lettres représentent ceux situés sur la carte.
1. Canton judiciaire d'Harelbeke
      1. Deerlijk
  2. Harelbeke
  3. Kuurne
2. Canton judiciaire d'Izegem
      1. Ingelmunster
  2. Izegem
  3. Ledegem
  4. Lendelede
  5. Meulebeke
3. Canton judiciaire de Courtrai (Kortrijk) zone 1
      1. Partie de la ville de Courtrai située au nord de la E17
4. Canton judiciaire de Courtrai zone 2
      1. Partie de la ville de Courtrai située au sud de la E17
  2. Anzegem
  3. Avelgem
  4. Espierres-Helchin
  5. Zwevegem
5. Canton judiciaire de Menin (Menen)
      1. Menin
  2. Wevelgem
6. Canton judiciaire de Roulers (Roeselare)
      1. Hooglede
  2. Roulers (Roeselare)
7. Canton judiciaire de Waregem
      1. Dentergem
  2. Oostrozebeke
  3. Waregem
  4. Wielsbeke